# Lapphjulspindel
Lapphjulspindel (Aculepeira lapponica) är en spindelart som först beskrevs av Holm 1945.  Lapphjulspindel ingår i släktet Aculepeira och familjen hjulspindlar. Enligt den finländska rödlistan är arten nära hotad i Finland. Arten är reproducerande i Sverige. Artens livsmiljö är myrar. Inga underarter finns listade i Catalogue of Life.